# جاله علو
جاله علو (بالفارسية: ژاله علو) (21 مارس 1927 - 23 ديسمبر 2024)، هي ممثلة ومؤدية صوتية في مجال الدبلجة وشاعرة إيرانية.
بدأت حياتها المهنية في الإذاعة والسينما عام 1948 وبدأت التمثيل المسرحي عام 1949. ظهرت لأول مرة على الشاشة في عاصفة الحياة (1948). بدأت الدبلجة ضمن الرسوم الكارتونية والتي نُشرت لأول مرة في إيران مثل أعمال والت ديزني الشهيرة: سندريلا، بينوكيو، النائمة الجميلة، مائة وواحد مرقش، سنو وايت والأقزام السبعة، والأرستوكات. توفیت يوم 23 ديسمبر 2024 في طهران.

## روابط خارجية
- جاله علو على موقع IMDb (الإنجليزية)
- جاله علو على موقع قاعدة بيانات الفيلم (الإنجليزية)